# Linearna pomoc mieszkaniowa
Linearna pomoc mieszkaniowa (LPM, ang. linear residential treatment, także, głównie w USA: tradycyjna pomoc, czyli treatment as usual oraz głównie w Europie: model schodkowy, czyli staircase system lub model drabinki, czyli ladder system) – tradycyjny i najszerzej stosowany system pomocy w wychodzeniu z bezdomności. Pojęcie wprowadził Sam Tsemberis w opozycji do stworzonego przez siebie, odwrotnego w przebiegu terapii, programu "Najpierw mieszkanie".
System stosuje uporządkowane instrumentarium działań ułożone i uporządkowane w hierarchię wyznaczoną przez standard mieszkaniowy i zakres wsparcia osoby wychodzącej z bezdomności. Ścieżka wychodzenia z bezdomności warunkowana jest osiąganiem gotowości mieszkaniowej (ang. housing ready), czyli wypracowaniem postępu, osiągnięciem celów pośrednich terapii: od ogrzewalni lub noclegowni, gdzie można przebywać pod wpływem alkoholu, poprzez schronisko dla bezdomnych, gdzie należy zachowywać abstynencję, mieszkanie chronione, gdzie trzeba zakończyć terapię uzależnień i podjąć pracę, do własnego mieszkania i pełnej samodzielności.